# قلتة

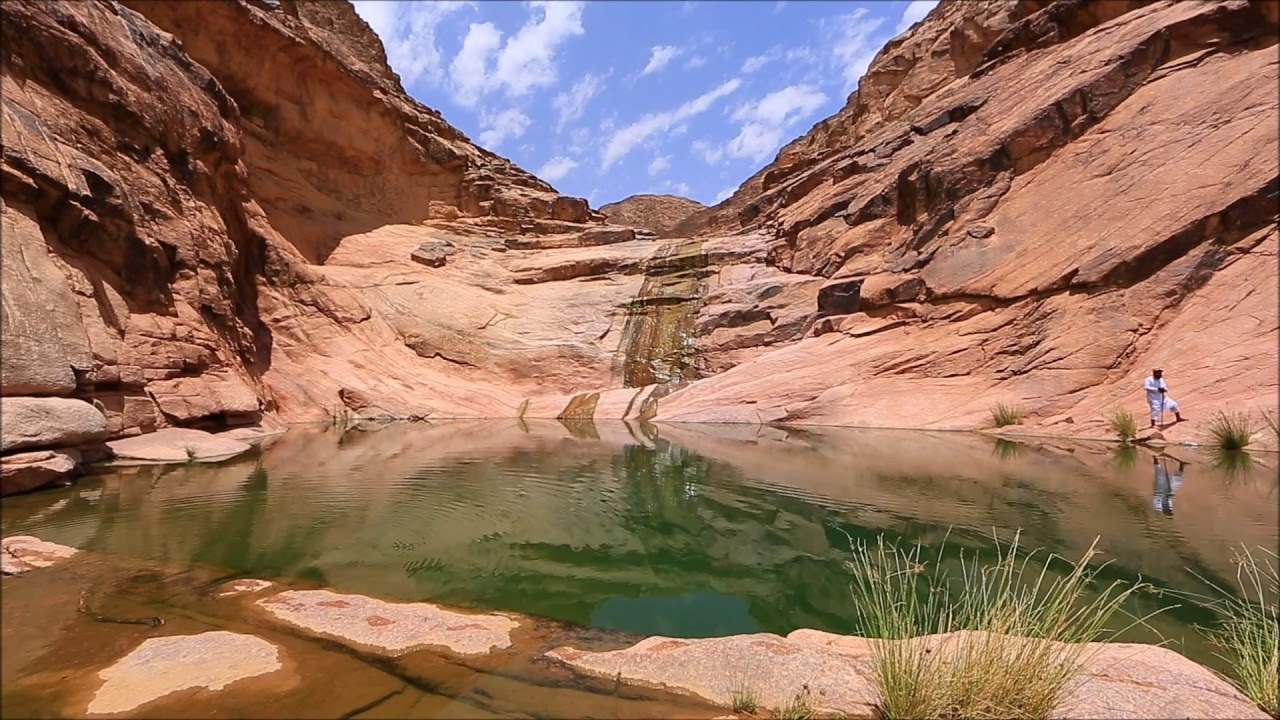
قلتة الجدعاء، جنوب حصاة قحطان، المملكة العربية السعودية

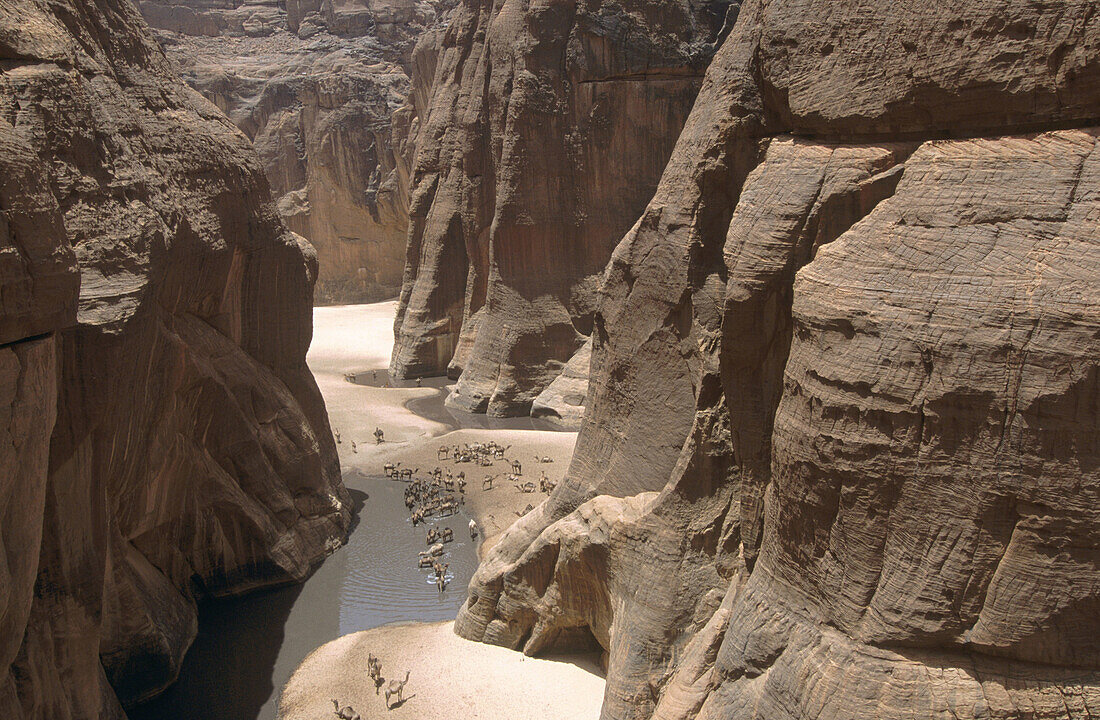
قلتة آرشي، هضبة إنيدي، تشاد

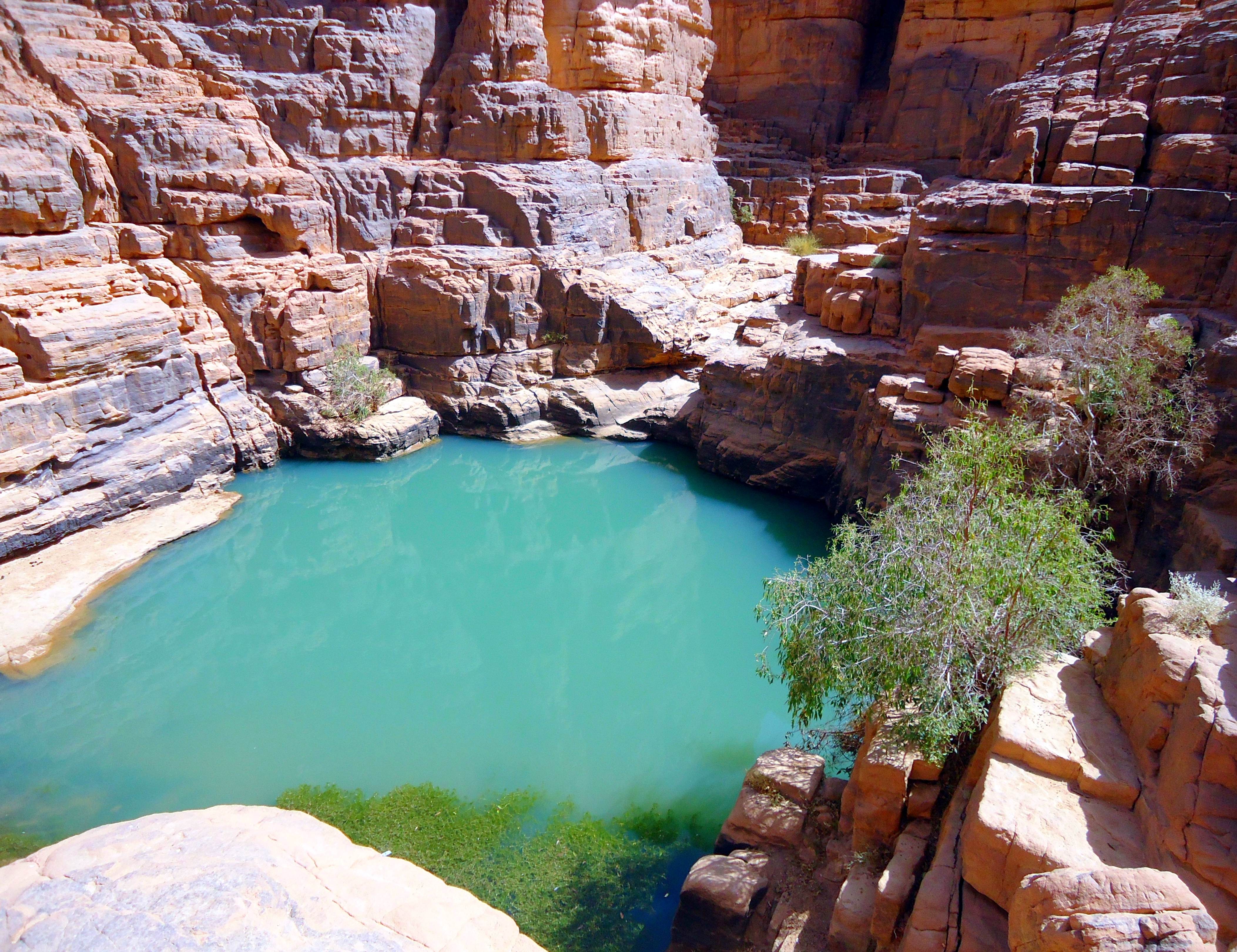
قلتة تيكوباوين، طاسيلي ناجر، الجزائر

القلتة هي حُفرة صخرية تتجمع فيها المياه، مكونة بركًا طبيعية في المناطق الجبلية. يُستخدم هذا المصطلح للدلالة على تجمع المياه في هذه التكوينات الطبيعية، خصوصًا في وديان الصحراء الكبرى والمناطق الصحراوية في الجزائر والمملكة العربية السعودية. حجم القلتة ومدة بقاء المياه فيها يرتبطان بالموقع والظروف المحيطة. في بعض الحالات، قد تبقى القلتة عامرة بالماء طوال العام، حتى خلال مواسم الجفاف، خاصة إذا كانت تغذى من الينابيع.
جمعها قلات. يُطلق مصطلح "قلتة" تحديدًا على التكوينات التي تحدث في الصخور. وقد عُرفت القلتة عند العرب قديمًا بمسميات أخرى مثل "الوَقب". وإذا كانت القِلات متتالية في موقع واحد، تُسمى "نظيم".
تعد القِلات مصدرًا هامًا للمياه في المناطق الجافة، حيث تبقى المياه محفوظة لفترات طويلة، مما يساعد على استدامة الحياة في تلك البيئات
تتميز القِلات بقدرتها على الاحتفاظ بالمياه لفترات طويلة، حيث تبقى بعض القِلات عامرة بالماء على مدار السنة، حتى في مواسم الجفاف. وتُعتبر ملاذًا للحياة البرية التي تعتمد عليها في البقاء خلال فترات الجفاف. 

## أمثلة
- قلتة أثيثية - منطقة الرياض، المملكة العربية السعودية
- قلتة صيادة - منطقة الرياض، المملكة العربية السعودية
- قلتة آرشي - هضبة إنيدي، تشاد
- قلتة أفيلال - تمنراست، الجزائر
- كلتة زمور في صحراء المغرب.

- قلتة أثيثية - منطقة الرياض، المملكة العربية السعودية
- قلتة صيادة - منطقة الرياض، المملكة العربية السعودية
- قلتة آرشي - هضبة إنيدي، تشاد
- قلتة أفيلال - تمنراست، الجزائر
- كلتة زمور - صحراء المغرب

- قلتة أثيثية - منطقة الرياض، المملكة العربية السعودية
- قلتة صيادة - منطقة الرياض، المملكة العربية السعودية
- قلتة آرشي - هضبة إنيدي، تشاد
- قلتة أفيلال - تمنراست، الجزائر
- كلتة زمور - صحراء المغرب